# Immert
Immert település Németországban, Rajna-vidék-Pfalz tartományban. Lakosainak száma 158 fő (2023. december 31.).

## Népesség
A település népességének változása:
| Lakosok száma | 162  | 152  | 150  | 160  | 163  | 158  |
|               | 1975 | 2017 | 2019 | 2021 | 2022 | 2023 |